# Vassiliki Thanou-Christophilou
Vassiliki Thanou-Christophilou, född 3 november 1950, är en grekisk domare. Hon blev insatt som Greklands premiärminister den 27 augusti 2015 sedan Alexis Tsipras avgått från posten. Hon satt en knapp månad på posten, till 21 september 2015, innan Alexis Tsipras återkom som premiärminister. Hon var Greklands första kvinnliga premiärminister.